# Jorge Duarte
Pour les articles homonymes, voir Cordeiro (homonymie) et Duarte.
Jorge Miguel Cordeiro Duarte est un footballeur portugais né le 18 décembre 1974 à Fafe. Il évoluait au poste de milieu défensif.

## Biographie
Jorge Duarte joue principalement en faveur de l'AD Fafe, du Deportivo Aves, du Moreirense FC et du Leixões SC.
Au total, il dispute 139 matchs en 1re division portugaise et inscrit 1 but dans ce championnat.

## Carrière
- 1993-1997 :  AD Fafe
- 1997-1998 :  FC Tirsense
- 1998-2001 :  Deportivo Aves
- 2001-2002 :  Vitoria Guimarães
- 2002-2005 :  Moreirense FC
- 2005-2008 :  Leixões SC
- 2008-2010 :  Deportivo Aves[1]

## Palmarès
- Champion du Portugal de D2 en 2007 avec le Leixões SC

## Statistiques
- 139 matchs et 1 but en 1re division portugaise
- 142 matchs et 7 buts en 2e division portugaise